# ایسیس سانکنگ
ایسیس سانکنگ (انگلیسی: Ysis Sonkeng؛ زادهٔ ۲۰ سپتامبر ۱۹۸۹) بازیکن فوتبال اهل کامرون است.

وی همچنین در تیم ملی فوتبال زنان کامرون بازی کرده‌است.